# Captain Hollywood Project
Captain Hollywood Project est un groupe d'eurodance originaire d'Allemagne, fondé début 1991 par l'ex-rappeur de Twenty-4-Seven Tony Dawson-Harrison, avec les producteurs Thorsten Adler, Michael Eisele et Thomas Keil. Son surnom a été trouvé par ses amis quand il était dans l'armée parce qu'il dansait dans les boites de nuit en uniforme.

## Biographie
Captain Hollywood, de son vrai nom Tony Dawson-Harrisson, a passé son enfance dans une banlieue de New York. Il n'a qu'un an lorsque sa mère meurt. Son père le laissera seul et finira par l'abandonner. Il est ensuite placé avec sa sœur dans un orphelinat de Détroit pendant 2 ans. Il s'engage dans l'armée à l'âge de 16 ans et part pour Francfort en Allemagne. Mais il quittera sa profession pour se consacrer à ses passions que sont la danse et la musique. 
Au début des années 1990, il est remarqué pour ses talents de danseur et pour sa personnalité, voulant conquérir le continent européen... Il commence sa carrière en tant que rappeur et danseur dans un groupe hollandais appelé Twenty 4 Seven. Mais Tony a d'autres projets et il quitte la formation en 1991. C'est en 1993 que Captain Hollywood connaît le succès avec l'explosion de l'eurodance. Il est accompagné de la chanteuse Nina Gerhard et de quelques choristes. On retient surtout du groupe les singles More And More, qui tournait dans toutes les discothèques et qui s'est classé numéro 1 en Allemagne pendant 4 semaines, et Only With You, bien placé dans les classements européens. 
Le premier album du groupe, Love Is Not Sex, sorti en 1993, s'écoulera à 400 000 exemplaires, en plus des ventes d'autres singles comme All I Want et Impossible, en 1994, la voix féminine Nina Gerhard décide de quitter le groupe pour se consacrer à une carrière solo et remplacée peu de temps après par Petra Speigal. Le groupe revient en 1995 et sortira un second album, Animals Or Human, dont un nouvel extrait, Flying High, encore une fois très bien accueilli sur les pistes de danse et qui reçoit une récompense aux Dances d'Or de Cannes. Les autres titres Find Another Way et The Way Love Is confirment aussi le succès du groupe.
L'année suivante, sortira un troisième album, The Afterparty, qui passera inaperçu malgré le succès des titres Over And Over et Love And Pain. Ensuite, Tony et son groupe s'essoufflent peu à peu pour finir par disparaître de l'actualité de la musique.
Avant de se lancer dans sa carrière musicale, au milieu des années 1980, Tony avait participé à plusieurs compétition de "Breakdance" qui est une danse de rue originaire de New-York créée en 1970, ce qui lui a valu plusieurs récompenses en Europe, et il avait représenté l'Allemagne quand il était de passage à Cannes pour un show, il avait aussi déjà travaillé dans la chorégraphie, pour des artistes tels que Kim Wilde et LaToya Jackson, entre autres, et il était choriste sur la scène et il avait aussi participé avec la célèbre chanteuse hollandaise C.C Catch sur le titre House Of Mystic Lights. Malgré une dizaine de tubes qui ont fait bouger dans les années 1990, Captain Hollywood Project reste l'un des grands groupes oubliés de l'histoire de l'eurodance.
Malgré le nom de scène du groupe, c'était aussi le pseudonyme de Tony dont il était incontestablement la figure emblématique de la formation, il avait d'ailleurs inclus le mot « Project » pour ses chanteuses et ses danseurs, mais il se détache en 1996 peu de temps avant la fin de l'existence du groupe. Le nom de Captain Hollywood a été trouvé par ses amis de l'armée quand il était sorti en boite et qu'il avait dansé en tenue militaire, sur scène on pouvait souvent le voir lorsqu'il interprétait ses chansons en tenue d'officier, le style de Captain Hollywood était très influencé par le côté militaire dont il avait fait sa carrière avant de connaitre la scène.
Tony Dawson-Harrison a été entouré et il avait aussi collaboré avec de nombreux artistes tels que Duran Duran, Take That, 2 Unlimited, DJ Bobo, Boys II men et Elton John entre autres.

## Avant et après Captain Hollywood Project
À la fin des années 1990 et même avant que son groupe ne se dissolve, Captain Hollywood avait créé son propre label Hollywood Production où il produisit quelques artistes venu d'Amérique et les prépara pour le marché européen, et quelque temps après il est reparti dans son pays d'origine où il décida de mettre une parenthèse à sa carrière musicale et dans tout projet. 
En 2001, Captain Hollywood réapparaît en solo, avec un titre intitulé Danger Sign qui annonce un changement radical dans la carrière du chanteur, musique lente et quelques sonorités rock sur ce morceau, mais le titre passe inaperçu en France mais il connait cependant un certain succès en Allemagne, et depuis son retour en Allemagne il a aussi participé au début de l'émission Making The Band sur MTV. Au tout début de sa carrière et même avant de connaitre la scène avec Twenty-4-Seven et Captain Hollywood Project, Tony avait déjà un album à son actif depuis le tout début des années 1990, où il sort Do That Thang sorti tout droit d'un label allemand, il a commencé à écrire et à composer ses chansons qui étaient intégralement composées de musique rap et r'n'b à la fois, mais quelques titres comme Soul Sister et Shirley connaitront des rééditions quelques années plus tard. En 2003, il s'invite à un projet nommé Boom Box et crée un titre, You Are A Superstar. Puis il rencontre le D.J. Murphy Brown et reprend le célèbre Axel F, générique du film Le Flic de Beverly Hills, à cette année il s'est lancé aussi dans la production et il a travaillé avec le groupe 3rd Wish, qui a connu un certain succès en Angleterre, en France et en Allemagne. Malgré ses nombreuses apparitions dans plusieurs projets, Captain Hollywood n'envisage pas de sortir un nouvel album et peu de temps après il repart de nouveau aux États-Unis.
En 2004, Tony Dawson-Harrison aka Captain Hollywood a été nommé vice-président du label Skreem Records en Floride et se détache de ses fonctions en 2008.
En 2008, il retourne à nouveau dans sa deuxième maison en Allemagne où il ressort une nouvelle version de son tout premier succès More And More Recall 2008 et en janvier 2009 il signe son retour dans la musique avec un nouveau titre qui s'intitule It Hurts Without You.

## Captain Hollywood & Twenty-4-Seven
Après avoir participé à plusieurs chorégraphies et s'être fait remarquer pour ses talents de danseur, Tony Dawson-Harrison a été d'abord aperçu par un producteur hollandais, Ruud Van Rijen, qui est connu pour ses collaborations avec certains groupes de dance music et qui va par la suite l'engager pour un projet qui s'appelle Twenty-4-Seven, Tony alias Captain Hollywood est le rappeur interprète du groupe et il est associé avec la chanteuse hollandaise Nance Coolen ainsi que les autres membres du groupe qui sont présentés comme danseurs. En 1991 est sorti leur premier single I Can't Stand It qui est un succès commercial en Europe où le single s'est vendu très bien notamment dans son pays d'origine, les Pays-Bas mais aussi en Allemagne et en Angleterre entre autres où le single a fait un carton. Avec ce succès, Tony et son groupe réalisèrent plusieurs concerts européens qui ont été sponsorisés par MTV et Swatch, pour une tournée qui a duré trois mois.
 
Par la suite, à la sortie du premier album du groupe Street Moves, une sérieuse dispute se produit entre Van Rijen et Tony Dawson-Harrison; ce dernier fini par céder et quitte la formation. Après son départ annoncé, la chanteuse Nance Coolen cède elle aussi à la tentation et quitte à son tour le groupe pour se consacrer à autre chose. Malgré ces départs et les coups durs, le groupe continue à marcher en produisant de nombreux singles et d'autres albums en s'associant avec deux autres nouveaux membres, Stacey Paton alias Stay C qui prend la place de Captain Hollywood en tant que rappeur interprète et Stella, une autre chanteuse hollandaise qui a pris la place de Nance Coolen.

Quelques mois après Captain Hollywood revient dans la musique où il est revenu en Allemagne et il fait connaissance avec d'autres producteurs, Thorsten Adler et Michael Eisele, et ils décident de créer un nouveau projet qui a pour nom Captain Hollywood Project, qui sera un énorme succès grâce au single More And More qui a conquis le monde entier mais aussi un grand coup de maitre pour Tony qui est le véritable leader de son nouveau groupe.  

## Discographie de Captain Hollywood Project

### Albums
| Année | Album            | Classement             | Classement             | Classement           | Classement           | Classement            | Classement          | Classement              |
| Année | Album            | Drapeau de l'Allemagne | Drapeau de la Belgique | Drapeau de la France | Drapeau de la Suisse | Drapeau de l'Autriche | Drapeau de la Suède | Drapeau de l'Angleterre |
| ----- | ---------------- | ---------------------- | ---------------------- | -------------------- | -------------------- | --------------------- | ------------------- | ----------------------- |
| 1993  | Love Is Not Sex  | 9                      | -                      | -                    | 9                    | 15                    | 16                  | -                       |
| 1995  | Animals or Human | 42                     | -                      | -                    | 41                   | -                     | 38                  | -                       |
| 1996  | The Afterparty   | -                      | -                      | -                    | -                    | -                     | -                   | -                       |

### Singles
| Année | Chanson          | Classement             | Classement           | Classement           | Classement          | Classement                    | Classement             | Classement            | Classement           | Classement             | Classement             | Classement            | Album Studio     |
| Année | Chanson          | Drapeau de l'Allemagne | Drapeau de la France | Drapeau de la Suisse | Drapeau de la Suède | Drapeau de la Grande-Bretagne | Drapeau de la Belgique | Drapeau de l'Autriche | Drapeau des Pays-Bas | Drapeau de la Finlande | Drapeau de la Tchéquie | Drapeau de la Norvège | Album Studio     |
| ----- | ---------------- | ---------------------- | -------------------- | -------------------- | ------------------- | ----------------------------- | ---------------------- | --------------------- | -------------------- | ---------------------- | ---------------------- | --------------------- | ---------------- |
| 1992  | More And More    | 1                      | 7                    | 3                    | 3                   | 23                            | -                      | 3                     | -                    | -                      | -                      | -                     | Love Is Not Sex  |
| 1993  | Only With You    | 4                      | 7                    | 5                    | 4                   | 67                            | -                      | 5                     | -                    | -                      | -                      | -                     | Love Is Not Sex  |
| 1993  | All I Want       | 22                     | 30                   | -                    | -                   | -                             | -                      | 25                    | -                    | -                      | -                      | -                     | Love Is Not Sex  |
| 1993  | Impossible       | 12                     | 40                   | 18                   | 4                   | 29                            | -                      | 15                    | -                    | -                      | -                      | -                     | Love Is Not Sex  |
| 1994  | Rhythm Of Life   | -                      | -                    | -                    | -                   | -                             | -                      | -                     | -                    | -                      | -                      | -                     | Love Is Not Sex  |
| 1994  | Flying High      | 6                      | 40                   | 15                   | 7                   | 58                            | -                      | -                     | 10                   | -                      | -                      | 12                    | Animals Or Human |
| 1995  | Find Another Way | 22                     | -                    | 25                   | 14                  | 58                            | 37                     | -                     | 19                   | -                      | -                      | -                     | Animals Or Human |
| 1995  | The Way Love Is  | 71                     | -                    | -                    | -                   | -                             | -                      | -                     | -                    | -                      | -                      | -                     | Animals Or Human |
| 1996  | Over And Over    | 45                     | -                    | -                    | -                   | -                             | -                      | -                     | 35                   | -                      | -                      | -                     | The Afterparty   |
| 1996  | Love And Pain    | 50                     | -                    | -                    | -                   | -                             | -                      | -                     | -                    | 9                      | -                      | -                     | The Afterparty   |
| 1996  | The Afterparty   | -                      | -                    | -                    | -                   | -                             | -                      | -                     | -                    | -                      | -                      | -                     | The Afterparty   |

### Discographie de Captain Hollywood (Solo)

#### Albums
- 1990 : Do That Thang

### Album avec Twenty-4-Seven
| Album | Année        | Classement             | Classement             | Classement           | Classement           | Classement            | Classement          | Classement                    |
| Album | Année        | Drapeau de l'Allemagne | Drapeau de la Belgique | Drapeau de la France | Drapeau de la Suisse | Drapeau de l'Autriche | Drapeau de la Suède | Drapeau de la Grande-Bretagne |
| ----- | ------------ | ---------------------- | ---------------------- | -------------------- | -------------------- | --------------------- | ------------------- | ----------------------------- |
| 1991  | Street Moves | -                      | -                      | -                    | -                    | -                     | 25                  | 69                            |

### Singles avec Twenty-4-Seven
| Année | Chanson           | Classement             | Classement           | Classement           | Classement          | Classement                    | Classement             | Classement            | Classement           | Classement             | Classement             | Classement            | Album Studio |
| Année | Chanson           | Drapeau de l'Allemagne | Drapeau de la France | Drapeau de la Suisse | Drapeau de la Suède | Drapeau de la Grande-Bretagne | Drapeau de la Belgique | Drapeau de l'Autriche | Drapeau des Pays-Bas | Drapeau de la Finlande | Drapeau de la Tchéquie | Drapeau de la Norvège | Album Studio |
| ----- | ----------------- | ---------------------- | -------------------- | -------------------- | ------------------- | ----------------------------- | ---------------------- | --------------------- | -------------------- | ---------------------- | ---------------------- | --------------------- | ------------ |
| 1991  | I Can't Stand It  | 3                      | -                    | -                    | 2                   | 7                             | -                      | 2                     | -                    | -                      | -                      | -                     | Street Moves |
| 1992  | Are You Dreaming? | 16                     | -                    | -                    | 4                   | 17                            | -                      | 22                    | -                    | -                      | -                      | -                     | Street Moves |

### Singles de Captain Hollywood
- 1986 : Tribut To James B avec (B.P.M)
- 1987 : Debora avec (T.T.Fresh)
- 1989 : Shirley
- 1989 : Soul Sister
- 1990 : Do That Thang
- 1990 : Rock Me
- 1992 : I Can't Stand It (avec Twenty-4-Seven)
- 1992 : Are You Dreaming? (avec Twenty-4-Seven)
- 1993 : Soul Sister Remix '93
- 1993 : Do That Thang Remix '93
- 2001 : Danger Sign
- 2003 : Axel F (avec Murphy Brown)
- 2003 : Flying High 2003 (avec Boombox)
- 2008 : More And More Recall
- 2009 : It Hurts Without You
- 2013 : More And More feat Scotty